# جاك 2
جاك 2 (بالإنجليزية: JAK II)، هي لعبة فيديو أمريكية من نوع مغامرات، وهي الجزء الثاني من سلسلة جاك أند دكستر: ذا بريكورسر ليجاسي، صدرت في الأسواق سنة 2003، وتعمل على منصات بلاي ستيشن 2، بلاي ستيشن 3 وبلاي ستيشن فيتا، وهي من تطوير ستوديو نوتي دوغ، ومن نشر سوني كمبيوتر إنترتنمنت.